# マリアナ・ビクトリア・デ・ボルボーン
マリアナ・ビクトリア・デ・ボルボン（Mariana Victoria de Borbon, 1718年3月31日 - 1781年1月15日）は、ポルトガル王ジョゼ1世の王妃。
ポルトガル語名はマリアナ・ヴィトーリア（Mariana Vitória）。

## 生涯

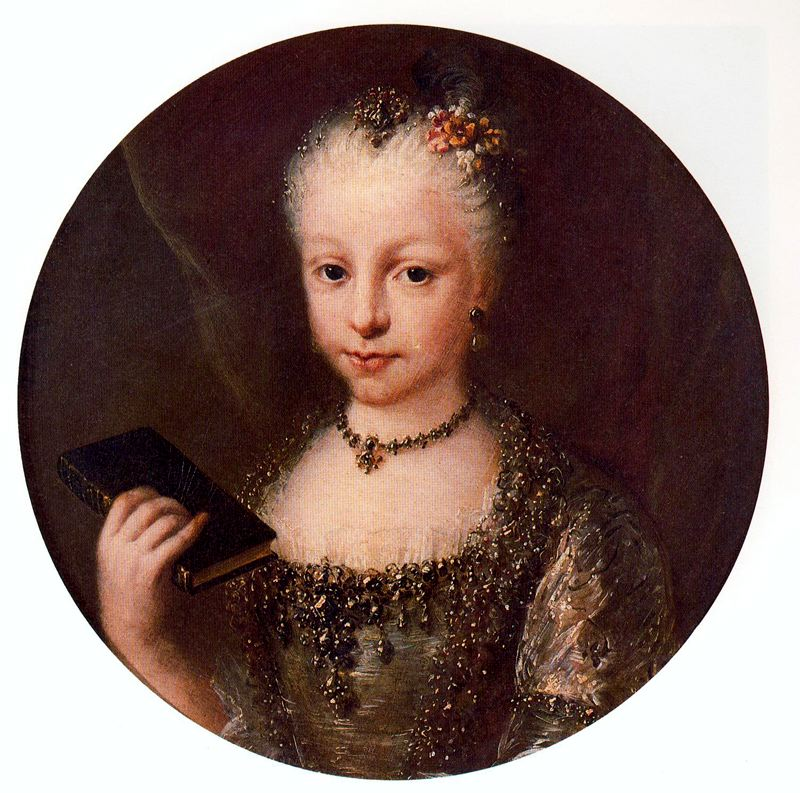
マリアナ・ビクトリア

スペイン王フェリペ5世と2度目の王妃エリザベッタ・ファルネーゼの長女としてマドリードで生まれた。エリザベッタに最も可愛がられ、「マリアニータ」と呼ばれていた。幼児期にフランス王太子ルイ（のちのルイ15世）と婚約し、フランスで養育されていたが、のち婚約が破棄されたので帰国した。
1729年にジョゼ王と結婚した。王との間には女子しか生まれなかったため、長女がマリア1世として即位することになった。1774年に王から摂政に任命され、王の死（1777年）まで統治に関わった。

## 子供
- マリア・フランシスカ（1734年 - 1816年） ポルトガル女王
- マリアナ（1736年 - 1813年）
- ドロテイア（1739年 - 1771年）
- ベネディタ（1746年 - 1829年）　甥のポルトガル王太子・ブラジル公ジョゼと結婚

| ポルトガル君主の配偶者 | ポルトガル君主の配偶者         | ポルトガル君主の配偶者      |
| ---------------------- | ------------------------------ | --------------------------- |
| 先代 マリア・アナ      | ポルトガル王妃 1750年 - 1777年 | 次代 カルロッタ・ジョアキナ |